# Sven Koopmans
Sven Michael George Koopmans (Amsterdam, 20 juni 1973) is een Nederlands jurist, diplomaat en voormalig politicus. Van mei 2021 tot mei 2025 was hij Speciaal Vertegenwoordiger van de Europese Unie voor het vredesproces in het Midden-Oosten. Van 23 maart 2017 tot 31 maart 2021 was hij lid van de Tweede Kamer namens de VVD. Daarvoor was hij diplomaat bij de Europese Unie, Afrikaanse Unie en de Verenigde Naties in onder andere Cyprus, Kosovo, Mali, Soedan en Syrië.

## Biografie
Koopmans is de zoon van Aart Koopmans, grondlegger van de Alternatieve Elfstedentocht. Hij studeerde rechtsgeleerdheid aan de Universiteit Leiden. Tijdens zijn Leidse studie werd hij lid van Mordenate College, de studievereniging voor excellente rechtenstudenten opgericht door Hein Schermers; via Mordenate studeerde hij onder andere ook aan Sciences Po in Parijs en aan de Harvard-universiteit. Na het behalen van zijn meesterstitel in Leiden bracht hij nog een jaar door aan Magdalen College (Oxford), waar hij de graad van Magister Juris behaalde. Na zijn studie werd hij advocaat bij het Amsterdamse kantoor Clifford Chance, en was hij enige tijd werkzaam als consultant voor de Verenigde Naties op Cyprus. In 2007 promoveerde hij te Oxford in het internationaal recht op het proefschrift Diplomatic Dispute Settlement - The Use of Inter-State Conciliation. Vanaf 2008 was Koopmans werkzaam voor de Verenigde Naties, de Europese Unie en de Afrikaanse Unie als vredesonderhandelaar in onder andere Kosovo, Soedan, Syrië en Venezuela.

### Lid Tweede Kamer
In 2017 werd Koopmans verkozen als lid van de Tweede Kamer voor de VVD; hij stond op plaats 33 op de kandidatenlijst.
Tot september 2018 was hij woordvoerder juridische zaken. Hij hield zich onder andere bezig met de Grondwet, kiesrecht, het burgerlijk recht, digitalisering en privacy. Tijdens zijn maidenspeech diende hij een amendement in ter verandering van de Grondwet, strekkende tot invoering van een algemene bepaling. Dit amendement werd op 5 juli 2022 in tweede lezing aangenomen door de Eerste Kamer, en gepubliceerd in het Staatsblad op 30 augustus 2022. Hij diende ook een initiatiefnota in over 'horizontale privacy'.
In september 2018 werd Koopmans, na het vertrek van Han ten Broeke, woordvoerder Buitenlandse Zaken; in die hoedanigheid was hij onder andere lid van de Parlementaire Vergadering van de Raad van Europa en de NAVO-Assemblee alsmede voorzitter van de Contactgroep Frankrijk. In maart 2022 ontving hij de Franse onderscheiding Légion d'Honneur van de Franse ambassadeur voor zijn inzet als voorzitter van de Contactgroep Frankrijk. Koopmans was ook voorzitter van de Commissie voor de Verzoekschriften en de Burgerinitiatieven.
In november 2020 maakte Koopmans bekend zich in 2021 niet herkiesbaar te stellen en zich weer te willen richten op de diplomatie. Kort voor zijn vertrek uit de Kamer publiceerde Koopmans een boek over het Nederlandse buitenlandbeleid (Koopman, dominee, generaal — Nationaal belang, buitenlandbeleid en de nieuwe wereldorde. Op 30 maart 2021 nam hij afscheid van de Tweede Kamer.

### Speciaal Vertegenwoordiger
Na zijn afscheid van de Tweede Kamer werd Koopmans per 1 mei 2021 benoemd tot Speciale vertegenwoordiger van de EU voor het vredesproces in het Midden-Oosten. In die functie werkt hij mee aan definitieve regeling van het Israëlisch-Palestijnse conflict en steunt hij het werk van de Hoge vertegenwoordiger van de Unie voor buitenlandse zaken en veiligheidsbeleid en overziet hij alle regionale activiteiten van de EU in verband met het vredesproces.
Sinds juli 2025 is Koopmans voorzitter van de raad van toezicht van het Nederlands Instituut voor Meerpartijendemocratie (NIMD), als opvolger van Ed Kronenburg.

## Boeken
- Diplomatic Dispute Settlement: The Use of Inter-State Conciliation, Den Haag: T.M.C. Asser Press 2008.
- Negotiating Peace: A Guide to the Practice, Politics, and Law of International Mediation, Oxford: Oxford University Press 2018.
- Koopman, dominee, generaal: Nationaal belang, buitenlandbeleid en de nieuwe wereldorde, Amsterdam: Boom 2021.

## Media
- (en) Koopmans, Sven, "Opinion | The EU Is Israel's Friend. But the Occupation Limits Our Potential", Haaretz, 1 september 2022. Geraadpleegd op 11 september 2022.
- (en) Nugali, Noor, "Special interview: Abraham Accords have ‘not fundamentally changed Palestinians’ situation,’ says EU envoy", Arab News Japan, 24 augustus 2022. Geraadpleegd op 11 september 2022.
- 'We zijn dan wel ethisch, maar straks zijn we ook dood' NRC Handelsblad, 5 december 2019.
- van Straaten, Floris, "Hoe maak je vrede: lessen van een vredesonderhandelaar", NRC Handelsblad, 15 februari 2018. Geraadpleegd op 11 september 2022.
- Thomas, Casper, "EU-vredesgezant Sven Koopmans: ‘Onderhandelen over vrede is een vak’", Het Financieele Dagblad, 29 december 2022. Geraadpleegd op 29 december 2022.